# Le Capitaine
Le Capitaine est une série télévisée québécoise pour enfants, diffusée de 1968 à 1969 sur Télé-Métropole.
Capitaine Bonhomme est une œuvre littéraire créée par Michel Noël, comédien et écrivain.

## Synopsis
Cette série a pour personnage principal le Capitaine Bonhomme, interprété par Michel Noël.
Elle a été précédée par la série Le Zoo du Capitaine Bonhomme (de 1963 à 1968), puis suivie par la série Le cirque du Capitaine (de 1970 à 1973).
« À bord moussaillons
Chaque samedi matin dès 9 heures a.m., sur les ondes de CFTM-TV, canal 10, LE CAPITAINE et ses amis vous emportent dans un tourbillon de récits, de dessins animés et de captivantes chroniques.
LE CAPITAINE et ses amis s'adressent aux jeunes; ils tentent par leurs conseils d'orienter et de développer leur esprit dans divers domaines.  GASTON NOLIN anime les chroniques des clients: des conseils pivotent autour des soins, et de l'élevage de ses meilleurs amis.  ALPHONSE LAPOINTE du jardin botanique, donne un petit cours de science naturelle: comment cultiver et traiter les plantes et les fleurs.
Grâce à la participation du sergent CLAUDE LABELLE, une nouvelle chronique intitulée LE POLICIER... MON AMI, s'ajoute aux deux autres.  Le but du policier éducateur est de guider et de conseiller les jeunes qui risquent de commettre des infractions.  Il leur enseigne les règlements et les lois qu'ils doivent appliquer pour leur sécurité permanente.
Au cours de l'émission, LE CAPITAINE présente des Dessins Animés, s'entretient avec les "héros" de la semaine et récompense les gagnants du concours de rédaction ayant pour thème "Mon pays de rêve".
Il est donc conseillé aux parents d'inciter leurs enfants à regarder cette émission qui saura les instruire tour en les divertissant. »
Source : Pages 1 et 2 du télé-horaire du Journal des Vedettes du 8 mars 1969.

## Distribution
- Michel Noël : Capitaine Bonhomme
- Gaston Nolin : Chroniqueur
- Alphonse Lapointe : Chroniqueur
- Claude Labelle : Chroniqueur